# Hyalomma sinaii
Hyalomma sinaii är en fästingart som beskrevs av Feldman-Muhsam 1960. Hyalomma sinaii ingår i släktet Hyalomma och familjen hårda fästingar.
Artens utbredningsområde är Israel. Inga underarter finns listade i Catalogue of Life.